# Ron Herron
Ronald „Ron“ James Herron (* 12. August 1930 in London; † 2. Oktober 1994) war ein britischer Architekt und Autor. In den 1960er Jahren war er Mitglied der Archigram-Gruppe und Kopf der „Walking City“.

## Leben
Herron studierte Architektur an der Brixton School of Building and Regent Street Polytechnic in London.
Er galt als ein stiller Beobachter und unerschütterlicher Optimist, der an die Verwirklichung seiner urbanistischen Utopien glaubte. In Menschen und Situationen sah er immer das Gute und Positive. Seine genaue Beobachtungsgabe wurde ergänzt durch sein außerordentliches Zeichentalent. Die utopischen Stadtmodelle, visionären Architekturkonzepte und experimentellen Lebensräume wurden, mit wachsender internationaler Resonanz, in der Zeitschrift Archigram veröffentlicht. Die Archigram-Gruppe trat erstmals 1963 mit der Präsentation „Living City“ in die Öffentlichkeit, in der sie sich bereits gegen formale Konventionen und Denkschemata der Architektur zugunsten von eher losen und freien Assoziationen aussprach. Vorrang ihrer Aktivitäten waren Pop-Kultur und fortschrittliche Technologien. Die wichtigsten Projekte waren Plug-In City, Walking City, Cushicle und Instant City. Als Herrons wichtigste Projekte innerhalb der Archigram-Gruppe gelten „Walking City“ (1964) und „Gaket Homes“ (1965).
1981 gründete er zusammen mit seinen Söhnen Andrew und Simon in London das Architekturbüro „Herron Associates“. 
Von 1965 bis 1993 lehrte er an der Architecture Association in London. 1994 wurde er Professor und Leiter der School of Architecture an der University of London.